# 真木沙織
真木 沙織（まき さおり、1939年11月16日 - 2001年6月6日）は、日本の女優。兵庫県氷上郡氷上町（現・丹波市）出身。本名は地井佐和子（旧姓：稲次） 。夫は俳優の地井武男。

## 人物
立教大学文学部日本文学科卒業。
劇団四季研究生を経て、1969年にテレビドラマ『さすらい』（TBS）でデビュー。
1974年、俳優の地井武男と結婚。
2001年6月6日、乳癌のため死去。61歳没。

## 出演作品

### 映画
- 兇状流れドス（1970年、大映） - 町子
- (秘)女子大寮（1970年、東映） - 羽賀貴代
- 「されどわれらが日々」より 別れの詩（1971年、東宝） - 看護婦
- 麻薬売春Gメン（1972年、東映）
- 麻薬売春Gメン 恐怖の肉地獄（1972年、東映） - 王垣伊津子
- 夜の演歌 しのび恋（1974年、東映） - 下田まさ代
- 樺太1945年夏 氷雪の門（1974年、東映） - 三好とく

### テレビドラマ
- さすらい 第13話（1969年、TBS）
- NHK連続テレビ小説 信子とおばあちゃん（1969年 - 1970年、NHK）
- お嫁さん 第7シリーズ （1969年-70年、CX / 松竹）- 今村陽子
- 新平四郎危機一発 第20話「殺人者の横顔」（1970年、TBS / 東宝）
- プロフェッショナル 第23話「東京セブンティーン」（1970年、TBS）
- 誘惑（1970年、12ch）
- 火曜日の女シリーズ「人喰い」（1970年、NTV）
- 特別機動捜査隊（NET / 東映）
  - 第515話「ポルノイン東京 女人百景」（1971年）
  - 第678話「追いつめられた群」（1974年）
- 仮面ライダーシリーズ（MBS / 東映）
  - 仮面ライダー 第37話「毒ガス怪人トリカブトのG作戦」（1971年） - 木元紀子
  - 仮面ライダーV3 第7話「ライダーV3 怒りの特訓」・第8話「危しV3! 迫る電気ノコギリの恐怖」（1973年） - 京子
  - 仮面ライダーX 第26話「地獄の独裁者ヒトデヒットラー!!」（1974年） - 江川知子、身代わりの女性（2役）
- ターゲットメン 第13話「脱獄凹凸作戦」（1972年、NET / 東映） - クラブの歌姫（女性秘密捜査官）
- あの橋の畔で 第6・14話（1972年、NTV）
- 遠山の金さん捕物帳 第88話「月夜に浮かぶ男」（1972年、NET / 東映） - おけい
- ミラーマン 第22話「月面怪獣キング・ワンダーとの死闘」（1972年、CX / 円谷プロ） - 看護婦
- 変身忍者 嵐 第13話「オバケクラゲだ! 血車潜水艦だ!!」（1972年、MBS / 東映） - との ※クレジットは「真樹汐織」
- 超人バロム・1 第32話「魔人トゲゲルゲが死の山へまねく!!」（1972年、YTV / 東映） - かよ子のママ
- プレイガール 第202話「強くあれ! 汝の敵は男なり」（1973年、12ch / 東映）- 天池章子
- 太陽にほえろ! 第38話「オシンコ刑事誕生」（1973年、NTV / 東宝）
- 花王 愛の劇場 人生の並木路（1973年、TBS / 松竹） - 美沙
- 荒野の用心棒 第29話「黒い葬列団は夕陽に映えて…」（1973年、NET / 三船プロダクション）
- 大江戸捜査網 第3シリーズ 第12話「必殺牢の闘い」（1973年、12ch） - お絹